# Iskra Michajłowa
Iskra Dimitrowa Michajłowa-Koparowa, bułg. Искра Димитрова Михайлова-Копарова (ur. 7 września 1957 w Sofii) – bułgarska polityk i bibliotekoznawczyni, minister, parlamentarzystka krajowa, posłanka do Parlamentu Europejskiego VIII i IX kadencji.

## Życiorys
W 1977 ukończyła państwowy instytut biblioteczny w Sofii, a w 1980 uzyskała magisterium z bibliotekoznawstwa w Leningradzkim Instytucie Kultury. Kształciła się później m.in. w Niemczech i Stanach Zjednoczonych. W latach 1980–1996 pracowała m.in. jako referentka i badaczka w Bibliotece Narodowej Bułgarii im. św. Cyryla i Metodego. Następnie była zatrudniona jako ekspert w resortach kultury (1996–1997) i edukacji (1998–2001), sekretarz w centrum edukacyjnym na Uniwersytecie Sofijskim im. św. Klemensa z Ochrydy (1997–1998) oraz doradca ministra rozwoju regionalnego i robót publicznych (2001–2005). W latach 2005–2009 sprawowała urząd wiceministra w tym resorcie.
W 2009 została wybrana na posłankę do Zgromadzenia Narodowego 41. kadencji z ramienia Ruchu na rzecz Praw i Wolności. W 2013 z powodzeniem ubiegała się o reelekcję na 42. kadencję. W tym samym roku objęła urząd ministra środowiska i gospodarki wodnej w gabinecie Płamena Oreszarskiego. W wyborach w 2014 kandydowała do Europarlamentu, zajmując pierwsze niemandatowe miejsce na liście swojego ugrupowania. Miejsce w PE VIII kadencji uzyskała jednak po rezygnacji Delana Peewskiego z jego objęcia. W 2019 utrzymała mandat europosłanki na kolejną kadencję (również po rezygnacji z jego objęcia przez wyprzedzającego ją kandydata). W wyborach z kwietnia 2021 wybrana do krajowego parlamentu, zdecydowała się jednak zrezygnować z zasiadania w nim i pozostać w PE. W wyborach prezydenckich z listopada 2021 kandydowała na wiceprezydenta (kandydatem na prezydenta był Mustafa Karadajy); w pierwszej turze głosowania para zajęła trzecie miejsce z wynikiem 11,6% głosów.
W wyborach w czerwcu 2024 uzyskała mandat posłanki 50. kadencji oraz mandat deputowanej do PE X kadencji, decydując się przyjąć pierwszy z nich i zrezygnować z zasiadania w Europarlamencie. Do Zgromadzenia Narodowego została wybrana również w kolejnych wyborach z października 2024 (z ramienia komitetu zorganizowanego przez frakcję Delana Peewskiego).